# Fontaine de la Charité
Ne pas confondre avec la fontaine Popincourt dans le 11e arrondissement, dite aussi fontaine de la Charité en raison du bas-relief d'Augustin-Félix Fortin qui l'ornait.

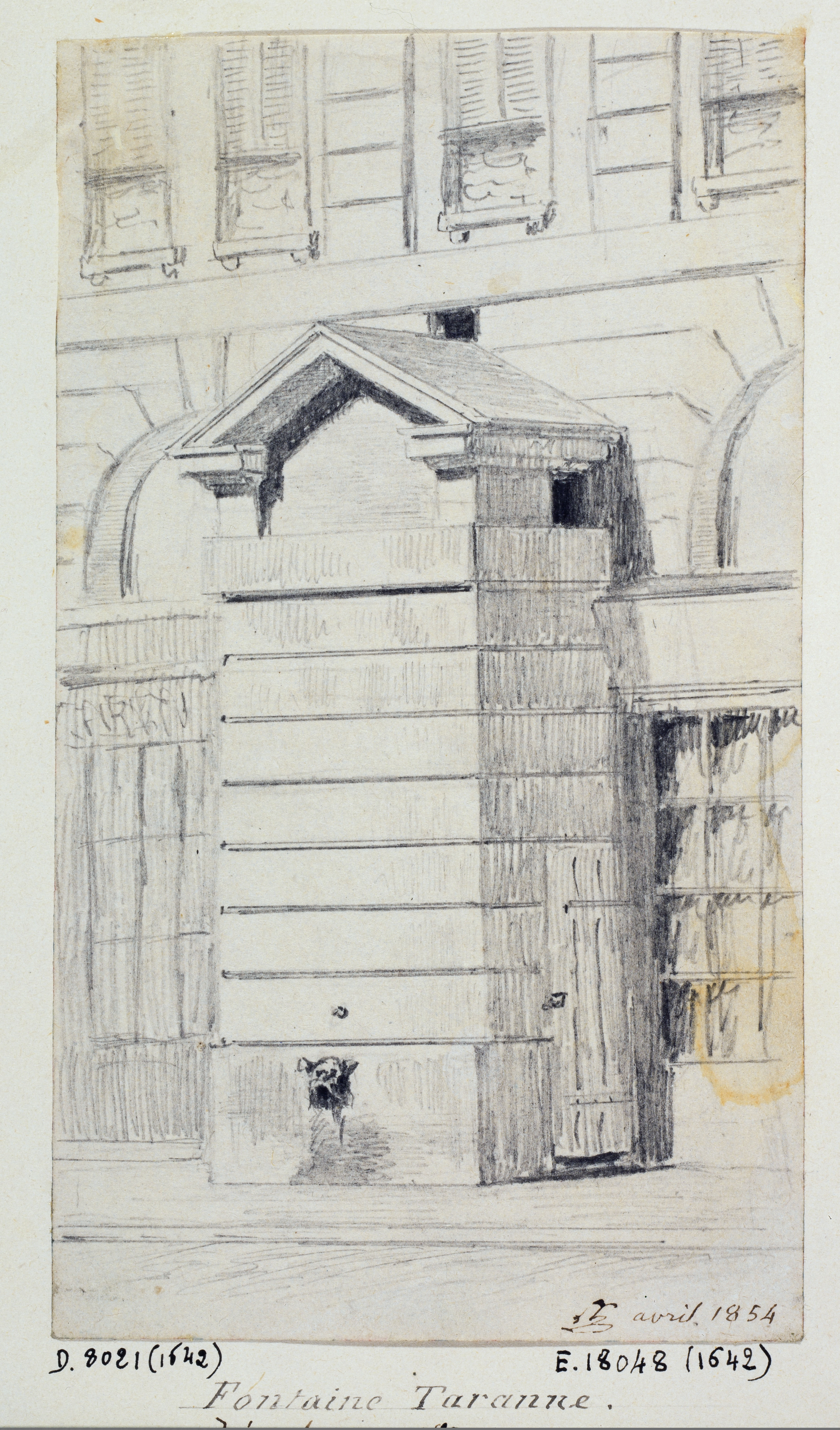
Vue de la fontaine, dessinée par Léon Leymonnerye en 1854.

La fontaine de la Charité, dite aussi fontaine Taranne est une ancienne fontaine publique construite en 1675, à Paris, sur le côté nord de la rue Taranne. Elle fut démolie en 1873[réf. nécessaire].

## Historique
La construction d'une fontaine rue Taranne est décidée par une ordonnance royale de 1671. Elle se justifie par le lotissement de la rue, en particulier à partir de 1637.
Elle est installée à côté de la porte de l'église de l'hôpital de la Charité, qui donnait rue Taranne, entre les maisons qui porteront les nos 18 et 20 au XIXe siècle. Elle prit logiquement le nom de l'institution à laquelle s'adossait : la Charité.
L'eau qu'elle distribuait était acheminée d'Arcueil.

## Description
La fontaine portait une inscription composée par Jean de Santeul :  « Quem pietas aperit miserorum in commoda fontem, instar aquæ, largas fundere monstrat opes. MDCLXXV. », qui peut se traduire par « Cette eau qui se répand pour tant de malheureux te dit : répands aussi tes largesses pour eux. 1675 ».
Elle est démolie en 1873 comme tout le côté nord de la rue Taranne.

## Iconographie
- Bernard Forest de Bélidor, Architecture hydraulique, Paris, L. Cellot, 1782-1790 (gravure en ligne).
- Amaury Pineu Duval, Les Fontaines de Paris, anciennes et nouvelles, Paris, Bance, 1828, p. 77 (en ligne).

## Réception critique
« La fontaine de la Charité est d'un caractère simple, et n'est point surchargée d’ornements ; cependant elle n'en est pas pour cela d'un meilleur goût. Pourquoi ces bouts de pilastres dont on ne voit pas le commencement, et qui n'ont pour chapiteau qu'une partie de corniche ? et pourquoi cette corniche qui forme angle pour le fronton est-elle interrompue au milieu. Du reste, son ensemble n'a rien de répréhensible. Elle se compose d'un petit avant-corps carré dans sa hauteur et sa largeur. La façade ni pour toute décoration que des refends au haut desquels sont, comme nous l'avons remarque, deux bouts de pilastres qui soutiennent le fronton. Au bas de cette façade l'eau coule par un seul robinet, et tombe sur une marche en pierre. Elle est fournie par la pompe à feu du Gros-Caillou. »

— Amaury Pineu Duval, Les Fontaines de Paris, anciennes et nouvelles, Paris, Bance, 1828, p. 77.